# Nastocerus vacheri
Nastocerus vacheri är en skalbaggsart som först beskrevs av Leon Fairmaire 1901.  Nastocerus vacheri ingår i släktet Nastocerus och familjen långhorningar.
Artens utbredningsområde är Madagaskar. Inga underarter finns listade i Catalogue of Life.